# Château de Châlus-Chabrol
Pour les articles homonymes, voir Château de Châlus et Chalus.
Le château de Châlus-Chabrol est un ancien château fort, du XIe siècle, restauré au XVIIe siècle, qui se dresse sur la commune française de Châlus dans le département de la Haute-Vienne, en région Nouvelle-Aquitaine. Il est connu pour son siège de 1199 mené par Mercadier, au cours duquel Richard Cœur de Lion est mortellement blessé par un carreau d'arbalète décoché, du dongeon, par Pierre Basile.
Le château est partiellement protégé aux monuments historiques.

## Localisation
Le château se dresse sur la rive droite de la Tardoire, sur un promontoire rocheux dominant le bourg de Châlus, dans le département français de la Haute-Vienne. Plus récent d'un siècle, le château de Châlus-Maulmont, construit par Géraud de Maulmont, lui fait face.

## Histoire

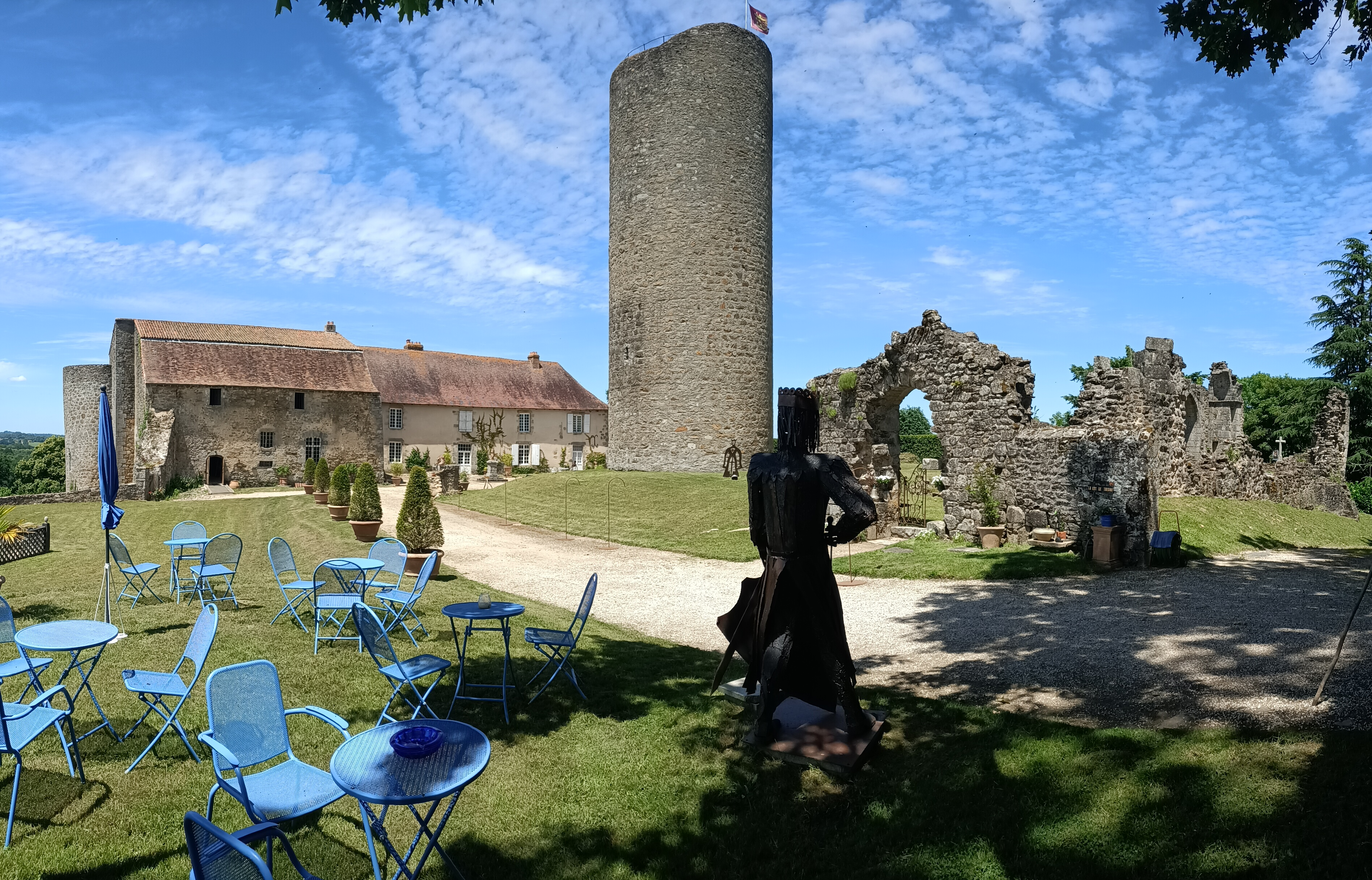
Château de Châlus-Chabrol 2022

À partir du Haut Moyen Âge, les Monts de Châlus deviennent une marche frontière entre les domaines des comtes du Périgord et ceux des vicomtes de Limoges, puis entre le duché d’Aquitaine (tenu par les Plantagenêt, héritiers de la couronne d’Angleterre) et les terres relevant directement du roi de France.
Cette position en zone frontière explique un « chaînage » unique en France, de quinze châteaux forts sur une ligne protégeant, entre Périgord et Limousin, l’accès sud de Limoges : Châlus-Chabrol, Châlus-Maulmont, Firbeix, Saint-Pierre de Frugie, Courbefy, Vieillecour, Moncigoux, Jumilhac, Montbrun, Brie, Lambertie, Cromières, Les Salles, Les Cars et Lastours.
En construisant Châlus-Chabrol, l'objectif des seigneurs de Limoges (vicomtes et évêques selon une tradition rapportée par les frères de Sainte-Marthe, Ithier Chabot (ou Chalas) de Fraissenjas, élu évêque de Limoges le 4 janvier 1052) est de contrôler l'itinéraire de Limoges vers le Périgord. Ils détournent par Châlus la voie qui menait de Bourges à Bordeaux et passait alors par Lastours afin, justement, d'éviter les terres des puissants seigneurs de Lastours pour rejoindre leurs possessions en Périgord dont le château de Hautefort.
La fondation par l'abbaye Saint-Augustin-lès-Limoges de l'abbaye de l'Abeille, à proximité du château, alliée à la fréquentation du nouvel itinéraire Limoges-Périgueux via Châlus et Aixe (qui reprenait en grande partie un itinéraire antique), entraînent le développement d'un bourg castral (la Villehaute) et de foires importantes.
En mars 1199, Richard Cœur de Lion, venu mater la révolte d'Adémar (Aimar) V de Limoges, se trouve sous les murailles du château assiégé par les troupes de Mercadier, chef de guerre aquitain entré en 1184 au service de Richard. La place, possession d'Aimar, vicomte de Limoges, abrite alors 38 habitants, femmes et enfants inclus, qui se sont réfugiés dans le donjon face aux assauts ennemis. Les Anglais tentent alors de saper la tour. C'est le chevalier Pierre Basile qui du haut du donjon aurait atteint Richard, d'un carreau d'arbalète. Les défenseurs retranchés dans cet ultime refuge finissent par se rendre. Le roi d’Angleterre décèdera des suites de sa blessure gangrenée, le 6 avril 1199,.
La forteresse se retrouve en 1592 aux mains des protestants et est défendu par le capitaine Labesse lors du cinquième siège mené par le gouverneur du Limousin Chamberet et le comte de Bourbon de Busset, sieur de Chalus, du parti catholique. Ces derniers bombardent le fort avec le canon de Limoges et s’en rendent maître.
Démantelé à la Révolution française, Châlus-Chabrol est restauré au milieu du XIXe siècle par le comte de Châlus qui y installe, le 16 février 1854, des religieuses de l'Instruction de l'Enfant-Jésus.
Il fit également restaurer, en 1861, la tour attenante au corps de logis, qui menaçait ruine.
Bertrand Heyraud, qui acheta le château en 1995 au comte de Bourbon-Chalus, entreprit sa restauration pendant quatre ans. C'est dans ce cadre restauré, que se sont déroulées, en 1999, les cérémonies du 8e centenaire de la mort de Richard sous la présidence conjointe de sa majesté la reine d'Angleterre et du président de la République, Jacques Chirac.

## Description
Le château de Châlus-Chabrol est constitué d'un ancien corps de logis, d'une tour d'angle attenante et d'un donjon, qui datent de l'érection du château. Ils sont complétés par les vestiges d'une chapelle castrale du X-XIe siècle, devenue église paroissiale et d'une chapelle du XVe siècle, d'un puits et d'un corps de logis du XVIIe siècle. C'est dans la chapelle que Richard exigea que ses entrailles soient ensevelies. On peut voir devant un faux gisant en ciment de Richard rappelant cette « concession » dédaigneuse.

## Protection aux monuments historiques
Sont classés aux monuments historiques par arrêté du 25 mars 1981 :
- le donjon et la tour d'angle en totalité ;
- les façades et les toitures de l'ancien corps de logis attenant à la tour.

Sont inscrits par arrêté du 25 mars 1981 :
- Les façades et les toitures du corps de logis du XVIIe siècle.

Le site de Châlus-Chabrol est inscrit par arrêté du 5 décembre 1944.

## Propriétaires successifs
- Bernard Chabrol, qui le fait construire sur ordre des vicomtes de Limoges.
- Vicomtes de Limoges.
- Géraud de Maulmont, qui le reçoit en 1265 de Marguerite de Bourgogne, vicomtesse douairière de Limoges. Sans descendance, il le lègue à ses deux neveux.
- Guillaume et Pierre de Maulmont, qui le reçoivent en 1299 de Géraud de Maulmont, dont la succession est contestée par le roi de France.
- Philippe le Bel en dépossède les neveux de Géraud de Maulmont en 1303.
- Philippe le Long, qui le reçoit de son père, Philippe le Bel.
- Henri IV de Sully, qui le reçoit en 1317 de Philippe le Long[11].
- Alain d'Albret, héritier des Sully (arrière-petit-fils de Charles Ier d'Albret et de Marie de Sully, l'arrière-petite-fille d'Henri IV), qui rattache la châtellenie de Châlus à la vicomté de Limoges (sa femme étant Françoise de Châtillon-Blois-Bretagne, comtesse de Périgord et vicomtesse de Limoges).
- Charlotte d'Albret, fille d'Alain et Françoise, l'apporte en dot à César Borgia, fils du pape Alexandre VI.
- Louise Borgia, l'apporte en dot en 1535 à Philippe de Bourbon Busset, qu'elle épouse en secondes noces.
- Les Bourbon Busset, dont la branche aînée prend le titre de Bourbon Châlus, le conservent par succession jusqu'en 1995.
- Bertrand Heyraud (héritier de la marque revendue à Éram) qui l'achète en 1995 au comte de Bourbon-Châlus.
- Dick Guliker, Geoffrey James Drew et Carol Sarah l'achètent en 2008 à Bertrand Heyraud.
- Jacques Vigneras, ancien propriétaire du moulin du Poudrier à Limoges, depuis le 5 mars 2019[12].

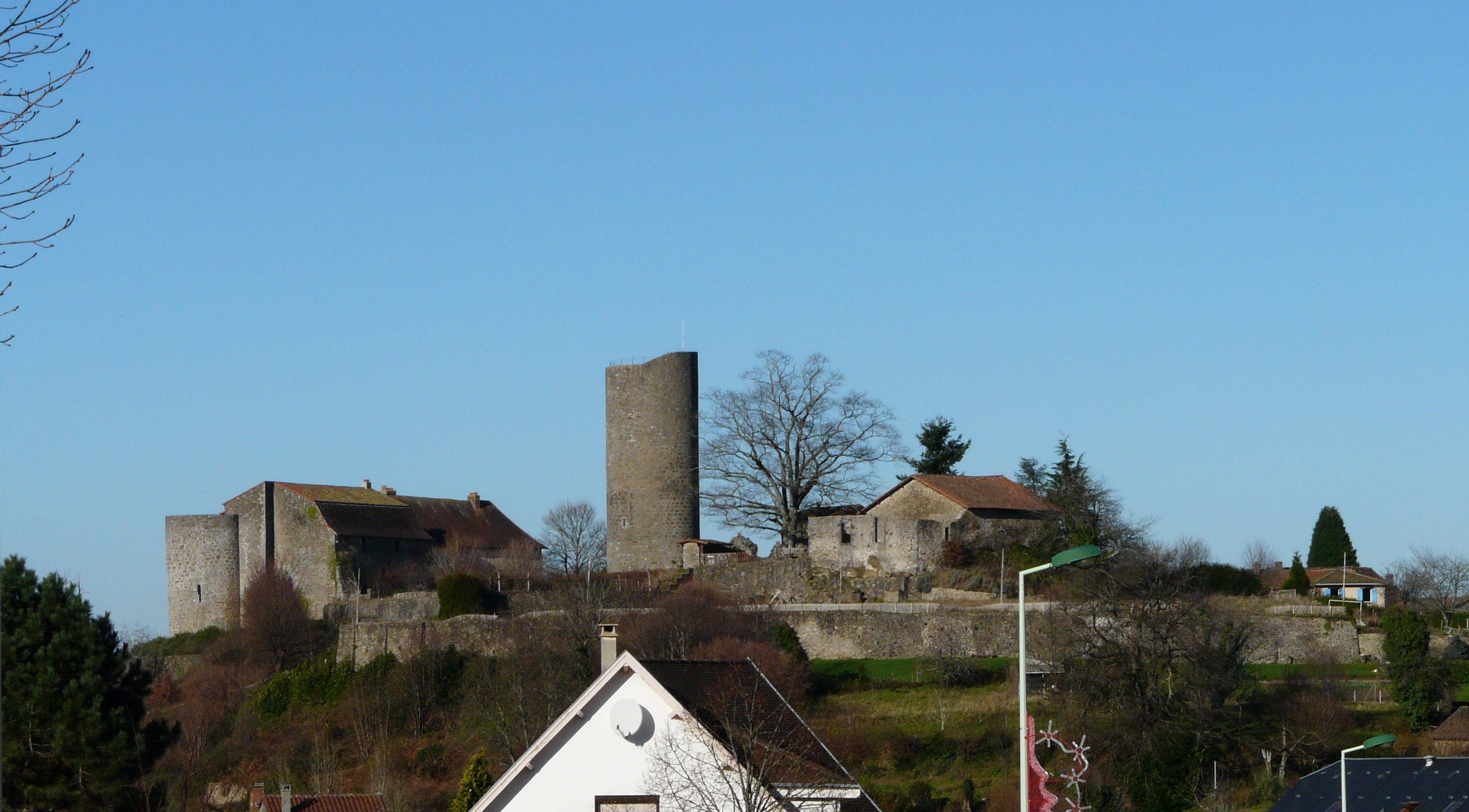
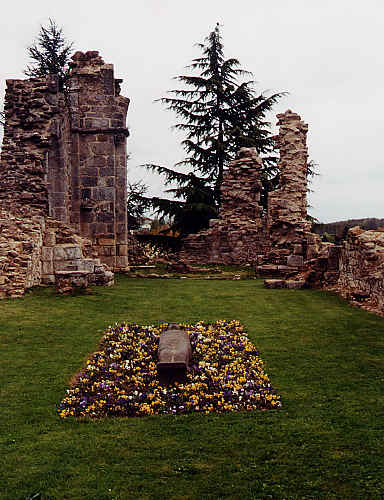
Faux gisant en ciment de Richard Cœur de Lion avec les vestiges de la chapelle castrale.

## Culture
Dans le roman Celui qui revenait de loin de la série Les conquérants de l'impossible, l'auteur Philippe Ebly situe une partie de l'action dans ce château, au moment de la mort de Richard Cœur de Lion. Un des héros du roman et de ceux qui suivent dans la série est le jeune Thibault, duc de Châlus, miraculeusement conservé jusqu'à notre époque dans une mare d'azote liquide.